# 合同礼拝 (クルアーン)

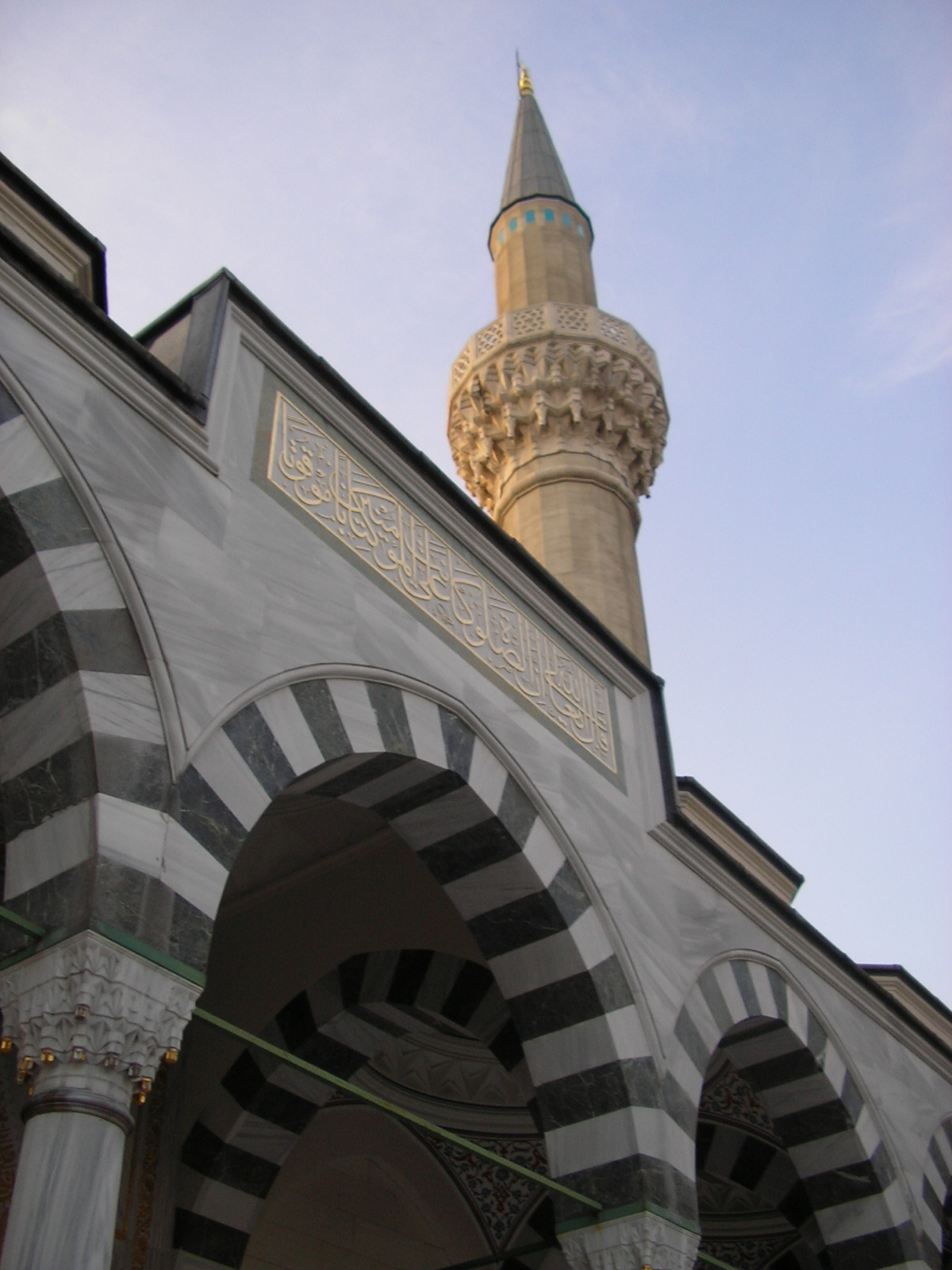
合同礼拝が行われるモスク

『合同礼拝』（ごうどうれいはい、アラビア語: الجمعة UNGEGN式: Al-Jumʿua アル・ジュムア）は、アル・クルアーン（コーラン）における第62番目のスーラである。本章では、神への礼讃や、不義の人間への批判に続いて、「合同礼拝」が「商売や娯楽」と絡めて語られる。

## 主な内容
- 偉大な神は、偉大な恩恵を所有している。 - 1節から4節
- 神に不義を働く人間がいるが、最後の審判で、神からそのことに関して、お言葉がある。もし不義を働くと、人間が最後にどうなるかを、ユダヤ人にも伝えるとよい。もしトーラーの重さに耐えられないならば、ロバである。 - 5節から8節
- 神の信者は、集会の日[2]、礼拝の誘いを受けたら、商売は放って置き、急いで行くべきである。礼拝が終わったら、神を讃えながら、商売に精を出せばよい。-  9節、10節
- 人間は、儲かりそうな商売や、娯楽を見つけると、説教中のムハンマドから離れて、すぐ商売や娯楽に行ってしまう。神のところには、商売や娯楽に比較できない、最善の恩恵がある。 - 11節

## アラビア語による『合同礼拝』全文
アル・クルアーン第62章 『الجمعة （合同礼拝）』